# 小行星2730
小行星2730（2730 Barks）是一颗绕太阳运转的小行星，为主小行星带小行星。该小行星于1981年8月30日发现。
該小行星以美國作家、插畫家卡爾·巴克斯命名。

## 轨道参数
小行星2730的轨道半长轴为2.7193819 UA，离心率为0.134。